# Шири, Конор
Конор Шири (англ. Conor Sheary; род. 8 июня 1992, Уинчестер) — американский хоккеист, нападающий, игрок «Тампа Бэй Лайтнинг».
В составе «Питтсбург Пингвинз» двукратный обладатель Кубка Стэнли (2016, 2017).

## Карьера
На студенческом уровне выступал за команду «У-Масс Массачусетс Амхерст», команду представляющую одноимённый университет.
В 2015 году подписал двухлетний контракт с «Уилкс-Барре/Скрэнтон Пингвинз», фарм-клубом «Питтсбург Пингвинз». В декабре 2015 года был вызван в состав «Питтсбурга». В составе «пингвинов» он стал двукратным обладателем Кубка Стэнли в 2016 и 2017 годах.
30 июля 2017 года переподписал контракт с клубом на три года.
27 июня 2018 года вместе с Мэтт Ханвиком был обменян в «Баффало Сейбрз» на выбор на драфте в 4-м раунде в 2019 году. Проведя в составе «Баффало» два сезона, был возвращён в «Питтсбург», в котором доиграл до конца сезона и стал свободным агентом.
22 декабря 2020 года подписал контракт на один год с «Вашингтон Кэпиталз». В апреле 2021 года продлил контракт со «столичными» на два года.
1 июля 2023 года в качестве свободного агента перешёл в клуб «Тампа-Бэй Лайтнинг», с которой подписал трёхлетний контракт.

## Статистика
| Легенда | Легенда                    | Легенда | Легенда                   | Легенда | Легенда    |
| ------- | -------------------------- | ------- | ------------------------- | ------- | ---------- |
| И       | Количество проведённых игр | Штр     | Штрафное время            | +/−     | Плюс-минус |
| Г       | Голы                       | П       | Голевые передачи          | О       | Очки       |
| -       | Статистика неизвестна      | —       | Статистика не учитывалась |         |            |